# 陳李
陳李（越南语：／；？—1210年）是越南陳朝開國皇帝陳太宗陳煚的祖父，陈承之父。居住在即墨乡（今越南南定省美禄县），世代从事渔业。陈李通过渔业致富，很多人依附他，亦起为盗，在即墨乡甚有势力。
越南李朝治平龙应四年（1208年），郭卜因上級范秉彛被誣告而起兵作亂攻入國都昇龍，李高宗与太子李旵离京出逃。至即墨乡，太子李旵見陳李之女有姿色，遂娶其女为妃。陳李被授明字爵，自此陈氏成为外戚之家。陳李率其部眾至京平定叛亂，奉李高宗回京。
1210年，陳李為亂兵所殺，其子陳嗣慶繼領其部眾。後來陈李次子陈嗣庆、長子陈承先后掌握李朝朝政。天彰有道二年十二月十二日（1226年1月11日），陈承次子陈煚登基，建立陳朝，於建中八年（1232年）准尊陈李庙号元祖，諡號昭王；到陳英宗時，於興隆二十年（1312年）改稱元祖皇帝。

## 家族
- 父：陈翕
- 母：寧慈皇后
- 妻：聖慈皇后
- 子：
  - 陳太祖陳承
  - 陈嗣庆
- 侄：
  - 陳守度